# Kristine Andersen
Kristine Andersen (Aalborg, 2 de abril de 1976) é uma handebolista profissional dinamarquesa, bicampeã olímpica.
Kristine Andersen fez parte dos elencos medalha de ouro, de Atlanta 1996 e Atenas 2004.